# Richard Cobbing
Richard „Raz“ Cobbing (* 15. Oktober 1967 in Newcastle upon Tyne, England) ist ein ehemaliger britischer Freestyle-Skier und Trampolinturner. Als Skisportler war er auf die Disziplin Aerials (Springen) spezialisiert und gewann die Silbermedaille bei den Weltmeisterschaften 1993. Im Weltcup belegte der erste britische Medaillengewinner in dieser Sportart einen Podestplatz.

## Biografie
Der aus Lightwater in Surrey stammende Richard Cobbing begann seine Laufbahn im Leistungssport als Trampolinturner. Im Alter von 14 Jahren errang er gemeinsam mit Carl Furrer und Nigel Rendell die Team-Silbermedaille bei den Weltmeisterschaften in Bozeman. Bei den World Games 1989 in Karlsruhe gewann er die Goldmedaille im Einzel.
Im November desselben Jahres gelangen ihm im Rahmen der Fernsehshow Record Breakers innerhalb einer Minute 75 Trampolin-Saltos, womit er einen neuen Weltrekord aufstellte.
Nachdem er die Sportart gewechselt hatte, gab Cobbing am 7. Dezember 1991 in Tignes sein Debüt im Freestyle-Skiing-Weltcup. Ohne Spitzenergebnisse reiste er zu den Olympischen Spielen von Albertville und belegte dort im Aerials-Demonstrationswettbewerb Rang elf. Ein Jahr späte konnte er bei den Weltmeisterschaften in Altenmarkt-Zauchensee den größten Erfolg seiner Freestyle-Karriere feiern: Nach zwei zehnten Plätzen im Weltcup gewann er hinter Philippe Laroche überraschend die Silbermedaille und sorgte mit 229,75 Punkten für eine neue britische Bestmarke. Im Januar 1994 gelangen ihm in Kanada zwei fünfte Ränge, ehe er es trotz einer Schulterverletzung zu den Olympischen Spielen von Lillehammer schaffte. Dort schürte er mit einer guten Qualifikationsleistung die britischen Hoffnungen auf einen weiteren Medaillengewinn. Nachdem er sich beim letzten Trainingssprung mit dem Knie einen Backenzahn ausgeschlagen hatte, musste er vor dem Start Schmerzmittel einnehmen. Im zweiten Finalsprung zeigte er einen dreifach geschraubten Rückwärtssalto, hatte aber Probleme beim Absprung und wurde auch aufgrund vergleichsweise geringer Schwierigkeitsgrade letztlich mit über 25 Punkten Rückstand auf den Sieger Sonny Schönbächler Zehnter.
Zu Beginn der Saison 1994/95 erreichte Cobbing als Zweiter in Piancavallo den einzigen Weltcup-Podestplatz seiner Karriere. In der Disziplinenwertung belegte er zum zweiten Mal nach 1992/93 Platz 17. Bei seinen zweiten und letzten Weltmeisterschaften in La Clusaz kam er nicht über Rang 28 hinaus. Im folgenden Winter bestritt er lediglich ein Weltcup-Springen und erreichte einen zweiten Platz beim Europacup in Zauchensee. Danach trat er international nicht mehr in Erscheinung.

## Erfolge

### Olympische Spiele
- Albertville 1992: 11. Aerials (Demonstrationswettbewerb)
- Lillehammer 1994: 10. Aerials

### Weltmeisterschaften
- Altenmarkt-Zauchensee 1993: 2. Aerials
- La Clusaz 1995: 28. Aerials

### Weltcup
- 8 Platzierungen unter den besten zehn, davon 1 Podestplatz

### Weltcupwertungen
| Saison  | Gesamt | Gesamt | Aerials | Aerials |
| Saison  | Platz  | Punkte | Platz   | Punkte  |
| ------- | ------ | ------ | ------- | ------- |
| 1991/92 | 81.    | 4      | 28.     | 36      |
| 1992/93 | 51.    | 49     | 17.     | 292     |
| 1993/94 | 47.    | 48     | 19.     | 384     |
| 1994/95 | 42.    | 52     | 17.     | 416     |
| 1995/96 | 119.   | 4      | 43.     | 32      |

### Weitere Erfolge
- Team-Silber bei den Trampolin-Weltmeisterschaften 1982
- Gold im Trampolinturnen bei den World Games 1989